# Aleksandra Miciul
Aleksandra Miciul (ur. 28 grudnia 1982 w Sulechowie) – polska pływaczka specjalistka w stylu grzbietowym, olimpijka z Sydney 2000.
Wielokrotna mistrzyni Polski w:
- wyścigu na 50 m stylem grzbietowym w latach 1999, 2000, 2001,
- wyścigu na 100 m stylem grzbietowym w latach 1999-2002,
- wyścigu na 200 m stylem grzbietowym w latach 1999-2002.

Wielokrotna rekordzista Polski zarówno na basenie 25-metrowym jak i 50-metrowym
-
F-inalistka mistrzostw Europy w:
- Helsinkach (2000) - gdzie zajęła 5. miejsce w wyścigu na 50 m stylem grzbietowym i 100 m stylem grzbietowym oraz 7. miejsca w wyścigu na 200 m stylem grzbietowym i w sztafecie 4 x 100 m stylem zmiennym.

Finalistka mistrzostw Europy na krótkim basenie w:
- Lizbonie (1999) - 5. miejsce w wyścigu na 200 m stylem grzbietowym,
- Walencji (2000) - 6. miejsce w sztafecie 4 x 50 m stylem zmiennym.
- Moskwie (2002) - 15. miejsce w wyścigu na 200 m stylem grzbietowym, 16. miejsce w wyścigu na 100 m stylem grzbietowym, 21. miejsce w wyścigu na 50 m stylem grzbietowym.

Na igrzyskach w Sydney wystartowała w wyścigu na 100 m stylem grzbietowym (25. miejsce), 200 m stylem grzbietowym (23. miejsce) oraz w sztafecie 4 x 100 m stylem zmiennym (partnerkami były: Alicja Pęczak, Anna Uryniuk, Otylia Jędrzejczak). Polska sztafeta zajęła 12. miejsce

## Rekordy życiowe

### Basen 25-metrowy
- 50 m stylem grzbietowym - 29,23 uzyskany 11 grudnia 1999 roku w Lizbonie,
- 100 m stylem grzbietowym - 1.02,27 uzyskany 4 marca 1999 roku w Oświęcimiu,
- 200 m stylem grzbietowym - 2.09,95 uzyskany 12 lutego 2000 roku w Paryżu,

### Basen 50-metrowy
- 50 m stylem grzbietowym - 29,71 uzyskany 11 marca 2000 roku w Warszawie
- 100 m stylem grzbietowym - 1.03,17 uzyskany 6 lipca 2000 roku w Helsinkach
- 200 m stylem grzbietowym - 2.14,43 uzyskany 5 lipca 2000 roku w Helsinkach.